# Fair dealing
Il fair dealing (in italiano, trattamento corretto o leale o equo) è una teoria delle limitazioni e delle eccezioni nell'ambito di applicazione delle leggi sul copyright.

È presente all'interno di molte giurisdizioni consuetudinarie del Commonwealth delle Nazioni.
Il fair dealing è un insieme enumerato delle possibili difese contro un'azione per l'infrazione del diritto esclusivo di copyright. Diversamente dall'istituto del fair use (proprio degli Stati Uniti), il fair dealing non può applicarsi ad alcun atto che non rientri in una di queste categorie espressamente indicate. In pratica, il giudice del caso concreto potrebbe decidere che gli utilizzi dell'opera effettuati (specie se a scopo commerciale) costituiscono infrazioni del copyright, in quanto il fair dealing non è un concetto flessibile come il concetto del fair use americano.

## Australia
In Australia, gli ambiti di applicazione del fair dealing sono:
- Ricerca e studio
- Rassegna e critica
- Rassegna stampa
- Consigli legali

L'Australia ha una normativa che garantisce il diritto di fotocopiare massimo un capitolo di un libro, o comunque non più del 10% di un libro o di un giornale, Questo come conseguenza del risultato di una causa intentata contro una biblioteca dell'università per "autorizzazione" dell'infrazione di copyright.
Per quanto riguarda il Fair dealing della Legge sul copyright australiana 1968, ss.176-178, la sezione 182A (inserita dalla Legge 154 di 1980, s.23) assicura che il copyright, compreso tutti i diritti di esclusiva o privilegio a titolo del copyright, nelle Leggi, nelle ordinanze, nelle regolazioni ecc. e nei giudizi di ordine federale o le corti ed altri tribunali, non è infranta dal fare una riproduzione "reprografica", di una copia di tutto o di parte di quel lavoro per uno scopo preciso.
Per quanto riguarda la riutilizzazione delle immagini coperte da copyright o delle illustrazioni, la Legge di copyright australiana non impone un limite di 10% per il Fair dealing per le riproduzioni a scopo di ricerca e di studio. Invece, ogni tale uso per ricerca o lo studio deve essere valutato singolarmente per determinare se sia giusto, simile alla nozione di fair use nella legge di copyright degli Stati Uniti. Fra i test di verifica usati per determinare l'imparzialità di un uso sono:
- lo scopo ed il carattere della trattazione,
- la natura dell'opera,
- la possibilità di ottenere l'opera per via commerciale nei limiti di un tempo ragionevole,
- l'effetto dell'uso sul mercato potenziale per l'opera o sul relativo valore
- quanto di un'opera è copiata.

## Fair dealing in Canada
In Canada il concetto di fair dealing è simile a quello in vigore nel Regno Unito e in Australia. Le clausole del fair dealing nel Copyright Act Canadese permettono agli utenti di fare copie singole di parti di opere per ricerca e studio personale. Come nella dottrina statunitense del fair use nell'ambito delle leggi sul copyright, il fair dealing canadese non è affatto considerato una infrazione delle regole del copyright.
La decisione del 2004 della corte suprema canadese (Supreme Court of Canada, in CCH Canadian Ltd. v. Law Society of Upper Canada) ha elaborato in dettaglio il concetto di fair dealing in Canada.
Dal considerare il fair dealing scaturisce la seguente osservazione generale: "È importante chiarificare alcune considerazioni generali sulle eccezioni alle violazioni del copyright. Proceduralmente, a un difendente è richiesto di provare che la sua gestione di un lavoro sia stata "fair"; comunque, l'eccezione di tipo "fair dealing" è forse più propriamente compresa come parte integrante del Copyright Act che come una semplice difesa. Ogni atto ricadente tra le eccezioni al "fair dealing" non sarà una violazione al diritto d'autore.
L'eccezione al "fair dealing", come altre eccezioni al Copyright Act, è un diritto dell'utente. Al fine di mantenere il corretto equilibrio tra i diritti di un possessore di diritto d'autore e gli interessi degli utenti, esso non deve essere interpretato restrittivamente. ... "I diritti degli utenti non sono solo giri di parole. Sia ai diritti del proprietario che a quelli dell'utente deve essere data una interpretazione corretta ed equilibrata che sostituisca una legiferazione riparatoria.'"
Esso poi stabilisce sei principali criteri per valutare il "fair dealing":
1. Lo scopo dell'utilizzo È per ricerca, studi privati, critica, recensione o notizie? Esso esprime che "a questi scopi permissibili non dovrebbe essere data una interpretazione restrittiva affinché non ne risulti una indebita restrizione dei diritti dell'utente."
2. La modalità dell'utilizzo Come sono stati gestiti gli utilizzi? Ne è stata fatta un'unica copia o copie multiple? Queste copie sono state distribuite in maniera diffusa, o ad un gruppo ristretto di persone? La copia è stata distrutta dopo che il suo scopo sia stato compiuto? Quali sono le norme usuali nel settore?
3. La quantità dell'utilizzo Quanto dell'opera è stato usato? Qual è stata l'importanza del lavoro violato? Riportare quantità non rilevanti può solo costituire "fair dealing". In alcuni casi anche il riportare l'intero lavoro può essere "fair dealing".
4. Alternative all'utilizzo era disponibile all'utente un "equivalente del lavoro non protetto da diritto d'autore? Il lavoro poteva essere propriamente recensito senza essere copiato?
5. Natura dell'opera Il copiare da un'opera che non sia mai stato pubblicato può essere più "fair" che non da un lavoro pubblicato "in quanto la sua riproduzione con riconoscimento può portare ad una più vasta divulgazione del lavoro - uno degli obiettivi della legge sul diritto d'autore. Se, comunque, il lavoro in questione fosse confidenziale, ciò può suggerire una possibilità che l'uso fatto sia non fair."
6. Effetto sulla gestione del lavoro È probabile che condizioni il mercato del lavoro originario? "Benché gli effetti dell'utilizzo sul mercato del detentore dei diritti sia un fattore importante, non è l'unico fattore né il più importante che una corte dovrebbe considerare nel decidere che l'uso sia fair". Potrebbe non essere sufficiente il fatto che l'utilizzo infranga una regola, e la dimostrazione sarebbe sempre obbligatoria.

"Questi fattori possono essere più o meno rilevanti nello stabilire se un utilizzo sia "fair" in relazione al contesto del fatto relativo al comportamento che si presume in violazione. In alcuni contesti, possono esservi fattori ulteriori rispetto a quelli sopra elencati che potrebbero aiutare una corte nel decidere quando l'utilizzo sia fair."
La Association of Universities and Colleges of Canada (AUCC), un ben noto e riconosciuto gruppo di lobby nel settore educativo canadese suggerisce che si possa parlare di fair dealing, per finalità di studi personali e ricerca, nel caso in cui si faccia copia di:
- un articolo di periodico di natura scientifica, tecnica o di studio, proveniente da un libro o da una rivista contenente altre opere;
- articoli di giornale, voci di enciclopedie, bibliografie annotate o simili lavori di referenza
- brevi storie, recite, poemi o saggi da libri o periodici contenenti altri lavori.

L'AUCC crede che docenti e studenti possano fare una copia di parti di un libro o di altre opere complete in base al fair dealing. L'AUCC sostiene inoltre che il fair dealing si applichi non solo alle fotocopie, ma anche ad altri metodi di riproduzione – compreso il produrre copie su diapositive, microfiche o lucidi. Per copie multiple o copie in eccesso di quanto delineato più sopra, l'AUCC raccomanda l'acquisizione di licenze dall'Access Copyright, l'agenzia canadese per la licenza del copyright, una delle società di licenziamento del copyright o i copyright collective0 canadesi.

## Fair dealing nella Nuova Zelanda
In Nuova Zelanda il fair dealing comprende le copie per studio privato, ricerca, critica, recensione e informazione. Le sezioni 42 e 43 del Copyright Act 1994 stabiliscono i tipi di copia ammessi. I criteri sono forse più simili a quelli che si applicano nel Regno Unito, anche se la ricerca commerciale è ammessa come fair dealing in Nuova Zelanda. Incidental copying, while allowed, is not defined as "fair dealing" under the Act. Come per il Canada, il fair dealing non è una violazione del copyright.

## Fair dealing nel Regno Unito
Nel Regno Unito, il "fair dealing" è sempre stato un concetto molto controverso in quanto la legge non definisce in alcun modo l'esatto numero di copie permesse e la quantità di materiale originale che è possibile usare.
Ai sensi del Copyright, Designs and Patents Act 1988 (CDPA), il fair dealing viene definito "studio personale, critica, recensione e il riportare notizie" (s. 29, 30) Sebbene non sia espressamente definito fair dealing, il copyright di un'opera non è considerato violato da una occasionale inclusione in un'opera 'arte, una registrazione sonora, film, trasmissione radio o via cavo. Nuovi regolamenti introdotti alla fine di ottobre 2003 hanno ristretto il fair dealing nella ricerca esclusivamente alla ricerca con scopi non commerciali
Il CDPA quindi consente a privati di fare una copia singola di una parte ragionevole di opere d'arte, opere letterarie, drammatiche, musicali, per ragioni di ricerca e studio personale e critica, revisione e diritto di cronaca ai sensi del diritto di fair dealing. I limiti di queste ragionevoli quantità non sono definiti dalla legge.
Alcune istituzioni di istruzione superiore nel Regno Unito interpretano le ragionevoli quantità come segue:
- Un articolo in un singolo numero di una pubblicazione periodica o di una serie di dispense di conferenze
- Un estratto da un libro equivalente al 5% del totale delle pagine, o un intero capitolo.
- Un'intera poesia o un racconto da una raccolta, purché non più lungo di 10 pagine.
- Copiare partiture musicali non è consentito.
- Inoltre non è consentito fare più di una copia.

Per copie oltre i limiti fissati da queste linee guida, Università e scuole nel Regno Unito devono ottenere licenze per il corpo insegnante e gli studenti, a livello nazionale dall'ente preposto, the UK Copyright Licensing Agency (CLA), Ai sensi di queste licenze, sono permesse copie multiple di parti di lavori protetti da copyright per scopi didattici.

## Fair dealing a Malta
La disciplina del fair dealing trova applicazione anche a Malta Questo è particolarmente interessante per il mondo italofono, perché Malta ha tradizionali contatti culturali con l'Italia, mantenuti anche se dagli anni '30 l'italiano non è più lingua ufficiale nell'isola.

## Fair dealing in India
Come per gli altri diritti derivati dalla common law anche il diritto del copyright indiano prevede le limitazioni del fair dealing all'art 52 dell'Indian Copyright Act

## Fair dealing negli Stati Uniti
Nell'ambito delle leggi sul diritto d'autore degli Stati Uniti d'America, il concetto corrispondente al fair dealing così come lo intendiamo qui è quello di fair use.

Il termine fair dealing ha infatti legalmente un significato totalmente diverso negli Stati Uniti. Si tratta di un obbligo di pubblicazione a richiesta imposto a funzionari di una ditta, fiduciari, e parti contrattuali. In questi casi la locuzione è solitamente inclusa in formule quali implied covenant of good faith and fair dealing (accordo implicito in buona fede e corretto agire).

## L'Unione Europea e la direttiva Ipred2
Nella stesura della nuova direttiva IPRED2 (mai entrata in vigore) che disciplina l'armonizzazione delle normative penali in campo del diritto d'autore, l'emendamento 16 ribadiva che:
la riproduzione in copie o su supporto audio o con qualsiasi altro mezzo, a fini di critica, recensione, informazione, insegnamento (compresa la produzione di copie multiple per l'uso in classe), studio o ricerca, «non sia qualificato come reato.
Ovviamente nei paesi dove vige il fair dealing la normativa civilistica è già in linea con questo principio. Nell'Europa continentale, invece per ora esistono solo le normative sulla citazione.